# Abierto de Tenis Mifel 2022 - Qualificazioni singolare
Le qualificazioni del singolare del Abierto de Tenis Mifel 2022 sono state un torneo di tennis preliminare per accedere alla fase finale della manifestazione. I vincitori dell'ultimo turno sono entrati di diritto nel tabellone principale. In caso di ritiro di uno o più giocatori aventi diritto, a questi sono subentrati i Lucky loser, ossia i giocatori che hanno perso nell'ultimo turno ma che avevano una classifica più alta rispetto agli altri partecipanti che avevano comunque perso nel turno finale.

## Teste di serie
1. Kaichi Uchida (qualificato)
2. Rinky Hijikata (qualificato)
3. Max Purcell (qualificato)
4. Maxime Janvier (primo turno)

1. Gonzalo Villanueva (ultimo turno, lucky loser)
2. Ulises Blanch (primo turno)
3. Nicolás Barrientos (ultimo turno, lucky loser)
4. Aziz Dougaz (ultimo turno)

## Qualificati
1. Kaichi Uchida
2. Rinky Hijikata

1. Max Purcell
2. Nick Chappell

### Lucky loser
1. Gonzalo Villanueva

1. Nicolás Barrientos

## Tabellone

### Sezione 1
|  | Primo turno | Primo turno          | Primo turno          | Primo turno | Primo turno |  |  | Ultimo turno | Ultimo turno       | Ultimo turno | Ultimo turno | Ultimo turno |  |
|  |             |                      |                      |             |             |  |  |              |                    |              |              |              |  |
|  | 1           | Kaichi Uchida        | Kaichi Uchida        | 6           | 6           |  |  |              |                    |              |              |              |  |
|  |             | Matthew Ebden        | Matthew Ebden        | 2           | 2           |  |  | 1            | Kaichi Uchida      | 6            | 4            | 6            |  |
|  |             | Michail Pervolarakis | Michail Pervolarakis | 3           | 4           |  |  | 7            | Nicolás Barrientos | 1            | 6            | 4            |  |
|  | 7           | Nicolás Barrientos   | Nicolás Barrientos   | 6           | 6           |  |  |              |                    |              |              |              |  |

### Sezione 2
|  | Primo turno | Primo turno          | Primo turno          | Primo turno | Primo turno |  |  | Ultimo turno | Ultimo turno       | Ultimo turno       | Ultimo turno | Ultimo turno |  |
|  |             |                      |                      |             |             |  |  |              |                    |                    |              |              |  |
|  | 2           | Rinky Hijikata       | Rinky Hijikata       | 6           | 6           |  |  |              |                    |                    |              |              |  |
|  | Alt         | Juan Sebastián Gómez | Juan Sebastián Gómez | 2           | 3           |  |  | 2            | Rinky Hijikata     | Rinky Hijikata     | 6            | 6            |  |
|  | WC          | Luis Carlos Álvarez  | Luis Carlos Álvarez  | 1           | 2           |  |  | 5            | Gonzalo Villanueva | Gonzalo Villanueva | 4            | 3            |  |
|  | 5           | Gonzalo Villanueva   | Gonzalo Villanueva   | 6           | 6           |  |  |              |                    |                    |              |              |  |

### Sezione 3
|  | Primo turno | Primo turno   | Primo turno   | Primo turno | Primo turno |  |  | Ultimo turno | Ultimo turno | Ultimo turno | Ultimo turno | Ultimo turno |  |
|  |             |               |               |             |             |  |  |              |              |              |              |              |  |
|  | 3           | Max Purcell   | Max Purcell   | 6           | 6           |  |  |              |              |              |              |              |  |
|  | WC          | Emilio Bravo  | Emilio Bravo  | 2           | 1           |  |  | 3            | Max Purcell  | Max Purcell  | 6            | 6            |  |
|  |             | Peđa Krstin   | Peđa Krstin   | 6           | 6           |  |  |              | Peđa Krstin  | Peđa Krstin  | 4            | 1            |  |
|  | 6           | Ulises Blanch | Ulises Blanch | 4           | 2           |  |  |              |              |              |              |              |  |

### Sezione 4
|  | Primo turno | Primo turno            | Primo turno            | Primo turno | Primo turno |  |  | Ultimo turno | Ultimo turno  | Ultimo turno  | Ultimo turno | Ultimo turno |  |
|  |             |                        |                        |             |             |  |  |              |               |               |              |              |  |
|  | 4           | Maxime Janvier         | Maxime Janvier         | 3           | 4           |  |  |              |               |               |              |              |  |
|  |             | Nick Chappell          | Nick Chappell          | 6           | 6           |  |  |              | Nick Chappell | Nick Chappell | 7            | 7            |  |
|  |             | Matías Franco Descotte | Matías Franco Descotte | 1           | 6(1)        |  |  | 8            | Aziz Dougaz   | Aziz Dougaz   | 5            | 65           |  |
|  | 8           | Aziz Dougaz            | Aziz Dougaz            | 6           | 7           |  |  |              |               |               |              |              |  |